# Guelma (tỉnh)
Guelma Province (tiếng Ả Rập: ولاية قالمة ) là một tỉnh ở phía đông Algérie. Tỉnh lỵ là thành phố Guelma.
Cư dân vùng này bị thảm sát Sétif của quân đội Pháp năm 1945. Tỉnh này được lập năm 1974, trước đó vùng này thuộc tỉnh Annaba. Năm 1983, vùng đông nam của tỉnh được tách ra để lập tỉnh Souk Ahras.

## Các đơn vị hành chính
Tỉnh này có 10 huyện, các huyện lại được chia thành 34 đô thị (communes) :
- Guelaât Bou Sbaâ
- Bouchegouf
- Khezaras
- Oued Zenati
- Hammam Debagh
- Héliopolis
- Hammam N'Bails
- Aïn Makhlouf
- Houari Boumédienne
- Guelma

## Nhân vật
- Houari Boumédienne, tổng thống của Algérie
- Saint Possidius